# Tricimba indica
Tricimba indica är en tvåvingeart som beskrevs av Cherian 1976. Tricimba indica ingår i släktet Tricimba och familjen fritflugor. Inga underarter finns listade i Catalogue of Life.